# Maggio: la passeggiata nel viale
Maggio: la passeggiata nel viale è un dipinto a olio su tela di Jan Wildens datato 1614 e conservato a Palazzo Rosso dei Musei di Strada Nuova, Genova.

## Storia
Il dipinto fa parte di una serie di dodici tele del pittore anversano Jan Wildens che rappresenta i diversi mesi dell’anno in rapporto alle varie attività umane (agricole, lavoro, svago) tipiche di ogni stagione: un soggetto caratteristico della tradizione iconografica fiamminga che riscosse grande successo a Genova. L’intero ciclo, documentato per la prima volta a Palazzo Rosso alla fine del XVIII secolo, fu diviso nel corso dell’Ottocento nelle varie residenze Brignole-Sale. La serie giunse alle collezioni civiche incompleta (i mesi di Marzo e Ottobre sono rimasti nella villa di famiglia ad Albaro, Dicembre è in collezione private e Febbraio ad oggi, 2024, risulta disperso). L'opera in questione è datata 1614 sulla base del fatto che questa data compare in tre dei dipinti che compongono la serie, ed è probabilmente stata realizzata a Genova, dove Wildens soggiornò nel corso della sua permanenza in Italia dal 1613 al 1616.

## Descrizione

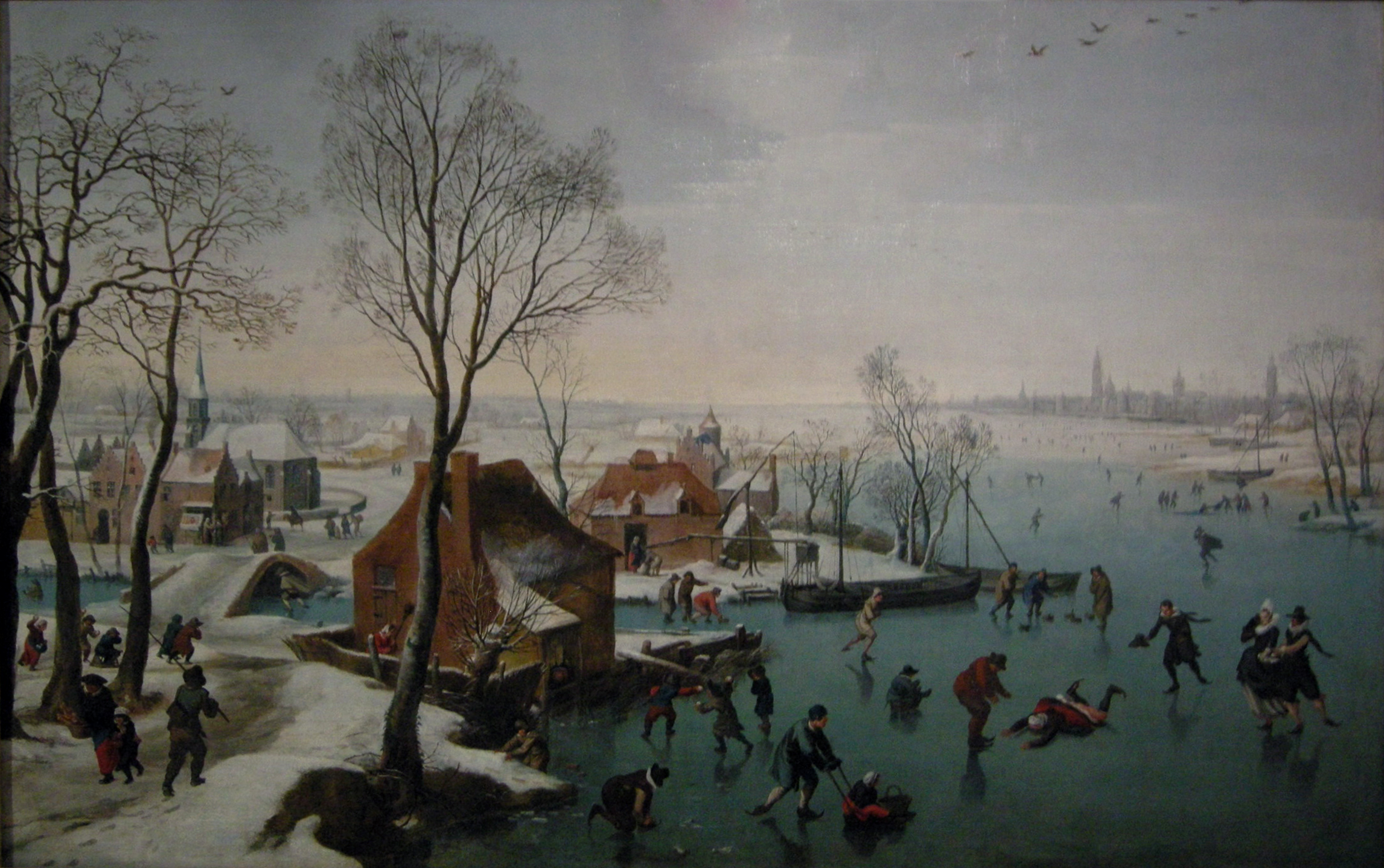
Jan Wildens, Gennaio: pattinatori sul ghiaccio, Palazzo Rosso

La tela dedicata a Maggio è ambientata in un viale alberato di campagna dove dame e gentiluomini si dedicano all'ozio e ai piacevoli passatempi primaverili. Una compagnia, composta prevalentemente da coppie, ascolta il flauto suonato dal musico appoggiato all'albero sulla destra. Una donna seduta a terra legge un libro, un giovane suona un liuto mentre una dama viene invitata dal suo cavaliere  a danzare.
Si tratta di una veduta ideale in cui le architetture e i personaggi rimandano a una ambientazione tipicamente nordica che si ritrova anche in un altro dipinto con soggetto simile donato alle collezioni dei Musei di Strada Nuova (Palazzo Bianco) da Maria Brignole-Sale, probabilmente frutto di una collaborazione fra Wildens e Cornelis De Wael che, secondo una pratica diffusa tipica dei pittori nordici, interveniva come pittore di figure sui paesaggi. La collaborazione fra i due anversani, documentata peraltro in altri dipinti del ciclo dei mesi non pertinenti la serie di Palazzo Rosso, rende maggiormente credibile la presenza a Genova di Wildens poiché l’esecuzione congiunta con De Wael non poté che svolgersi nel capoluogo ligure, in quanto quest’ultimo non tornò mai in patria durante la sua vita.